# ディザスター・アーティスト
『ディザスター・アーティスト』（原題:The Disaster Artist）は2017年のアメリカ合衆国のコメディ映画。監督・主演はジェームズ・フランコが務めた。本作はグレッグ・セステロとトム・ビゼルが2013年に上梓したノンフィクション『The Disaster Artist』を原作としており、史上最低の映画としてカルト的な人気を博している『ザ・ルーム』の製作過程を描き出した作品である。本作は日本国内で劇場公開されなかったが、iTunesで配信された。
本作は映画史上初めてIMAX形式で上映されたコメディ映画でもある。
ジェームズ・フランコ、デイヴ・フランコ兄弟の共演となる。

## ストーリー
1998年のサンフランシスコ。俳優になるために演技学校に通っていたグレッグ・セステロは、そこでトミー・ウィゾーという一風変わった男性と知り合いになった。当初、ウィソーのオーバーな演技に唖然としていたセステロであったが、彼の独特な風貌とアクセント、エキセントリックな振る舞い、自分の過去を決して語らないというスタンスに好印象を持つようになっていった。その一方、演技指導を担当していたジーン・シェルトンはウィゾーの演技を厳しく批判した。「ここで燻っていても道は開けない」と考えたウィソーの薦めで、セステロはロサンゼルスに引っ越すことになった。
それが功を奏したのか、セステロは芸能事務所と契約することができた上に、恋人（アンバー）を見つけることもできた。一方のウィゾーはオーディションに落ち続けていた。親友が公私ともに順調なのを見て、ウィゾーはグレッグに嫉妬心を燃やし始めた。しかし、セステロも映画出演には至れず、徐々に苛立ちが募っていった。そんなある日、セステロは冗談のつもりで「自分たちで映画を作ってしまえば良い」と言ったところ、ウィゾーはそれを本気にしてしまった。彼は何かにとりつかれたように『ザ・ルーム』の脚本を書き上げていった。
ウィゾーの行動力は並外れたもので、資金や機材、スタッフを次々に調達してきた。しかし、彼には映画製作に関する知識も経験もなかった。当然、そんなウィゾーが指揮を執る撮影現場は大混乱に陥ることとなった。

## キャスト
- トミー・ウィゾー: ジェームズ・フランコ - 俳優志望の男[6]。『The Room』で脚本・監督・製作・製作総指揮・主演（ジョニー役）の5役を兼任。
- グレッグ・セステロ（英語版）: デイヴ・フランコ - ウィゾーの親友の若手俳優。マーク役兼プロデューサー。
- サンディ・シュクレア: セス・ローゲン - 脚本の監修を担当し、途中からは実質的な演出担当となる。
- フィリップ・ハルディマン: ジョシュ・ハッチャーソン - デニー役の俳優。
- ダン・ジャンジギアン（英語版）: ザック・エフロン - クリス-R（ドラッグの売人）役の俳優。
- ジュリエット・ダニエル（英語版）: アリ・グレイナー - リサ役の女優。
- キャロライン・ミノット: ジャッキー・ウィーヴァー - クローデット役の女優。
- ビル・モイラー: ハンニバル・ブレス（英語版） - 撮影スタジオのオーナー。
- スコット・ホームズ: アンドリュー・サンティノ（英語版） - マイク役の俳優。
- ロビン・パリス: ジューン・ダイアン・ラファエル（英語版） - ミシェル役の俳優。
- カイル・ヴォト: ネイサン・フィールダー（英語版） - ピーター役の俳優。
- アンバー: アリソン・ブリー - セステロのガールフレンド。
- アイリス・バートン（英語版）: シャロン・ストーン - セステロの所属事務所のエージェント。
- ジーン・シェルトン（英語版）: メラニー・グリフィス - ウィゾーとセステロが出席した演劇クラスの教師。
- ラファエル・スマジャ: ポール・シェアー（英語版） - 第1撮影監督。
- ピーター・アンウェイ: ジェイソン・マンツォーカス - 撮影スタジオの代表。
- グレッグの母親: メーガン・ムラーリー
- 映画プロデューサー: ジャド・アパトー - 食事中にウィゾーに話しかけられる。
- ボビ: ゾーイ・ドゥイッチ - ウィソーの演劇クラスのクラスメイト。
- ボニータ・ブードロー: シュガー・リン・ビアード（英語版） - リサ役のオーディションを受けた女優。
- シド : クリストファー・ミンツ＝プラッセ
- ネイト: ジェイソン・ミッチェル（英語版）
- ロブ: ランドール・パーク - セステロとシェルトンの前で演技を披露した俳優。
- 俳優の友人: ジェロッド・カーマイケル（英語版） - セステロにウィゾーと縁を切るように言う。
- 演技指導の担当者: ブレット・ゲルマン
- キャスティング監督: ケイシー・ウィルソン
- キャスティング担当者: グレッグ・セステロ（英語版）
- カール: トム・フランコ（英語版）
- サフォヤ: シャーリン・イー（英語版） - 衣裳デザイナー。
- スタニスラフスキー・システムの教師: ボブ・オデンカーク
- ヘンリー: トミー・ウィゾー
- 電話に出た男性: ディラン・ミネット（出演シーンカット）

### 本人として出演
- ブライアン・クランストン
- ザック・ブラフ
- J・J・エイブラムス
- デヴィッド・デコトー（英語版）
- リジー・キャプラン
- クリステン・ベル
- キーガン＝マイケル・キー
- アダム・スコット
- ダニー・マクブライド
- ケイト・アプトン（出演シーンカット）

## 製作

### 構想
2014年2月、セス・ローゲンが経営するポイント・グレイ・ピクチャーズが『The Disaster Artist』の映画化権を購入したと発表した。監督と主演を務めることになったジェームズ・フランコは「映画化された同作は『ブギーナイツ』と『ザ・マスター』を組み合わせたような作品になると思います」と述べた。9月8日、スコット・ノイスタッターとマイケル・H・ウェバーが脚色を担当することになったとの報道があった。2015年10月、ブランドン・トゥロストが撮影監督に起用されたと報じられた。2016年4月、本作のタイトルが『Disaster Artist』から『The Masterpiece』に変更されるとの発表があったが、後に再び『The Disaster Artist』がタイトルとなった。

### キャスティング
2014年6月、『The Room』の深夜上映会の会場で、デイヴ・フランコがグレッグ・セステロを演じると発表された。会場にいたトミー・ウィゾーはその決定を称賛したという。2015年10月、セス・ローゲンがサンディ・シュクレア役に起用されたとの報道があった。シュクレアはローゲンとの面談を希望していたが、ローゲンはどういうわけだか会おうとしてくれなかったのだという。そのため、シュクレアは劇中で自分がどう描写されるのか不安だと述べている。2015年12月上旬には残りのキャストが次々と発表された。12月下旬、シャロン・ストーンが本作に出演すると報じられた。2016年11月、ブライアン・クランストンが本人役でカメオ出演するとの報道があった。
当初、トミー・ウィゾーは「自分を演じられる俳優はジョニー・デップだけだ」と主張して譲らなかったが、最終的にジェームズ・フランコが自身を演じることを認めた。フランコはその顛末について「あるとき、トミーは私が自分を演じることを許可したのです。駆け出しの頃に私がジェームズ・ディーンを演じたから、トミーは許可を出したのでしょう。皆さんお分かりのように、トミーはディーンには似てません。私の目には、トミーがマジックペンで髪を染めた吸血鬼に見えます。しかし、トミーは自分をジェームズ・ディーンだと思っているのです。」と語っている。
なお、ジュリエット・ダニエルはケイト・マッキノンが自身を演じることを希望していたが、それは叶わなかった。

### 撮影
本作の主要撮影は2015年12月8日に開始され、2016年1月28日に終了した。撮影中、フランコはセット外でもウィゾーになりきっていたため、その姿を見た人々が困惑するという事態が発生した。

## 公開
2017年3月12日、本作はサウス・バイ・サウスウエスト映画祭でプレミア上映された。同年5月、A24が本作の配給権を購入し、全米公開日を12月1日に設定したと発表した。なお、アメリカ以外の国においては、ワーナー・ブラザース映画が本作の配給を担当することになっている。

## 興行収入
2017年12月1日、本作は全米19館で限定公開され、公開初週末に120万ドル（1館当たり6万4254ドル）を稼ぎだし、週末興行収入ランキング初登場12位となった。なお、10館以上の公開規模で1館当たりの興行収入が6万ドルを超えたのは2012年の『リンカーン』以来の快挙であった。

## 評価
サウス・バイ・サウスウエストでのプレミア上映の終了後、スタンディングオベーションが発生したことからもわかるように、本作は極めて高い評価を受けている。映画批評集積サイトのRotten Tomatoesには301件のレビューがあり、批評家支持率は91%、平均点は10点満点で7.8点となっている。サイト側による批評家の見解の要約は「これは出来が良い。『ディザスター・アーティスト』は映画製作を痛快かつ魅力的に描き出している。同作は意外なほどの繊細さで『The Room』の製作工程を描写している。」となっている。また、Metacriticには44件のレビューがあり、加重平均値は76/100となっている。
『ザ・プレイリスト』のエリック・チャイルドレスは「本作におけるジェームズ・フランコの演技は『127時間』以来の名演である。映画監督としてのフランコは、本作で自らの得意分野であるコメディに復帰した。セレブが多数カメオ出演した本作は、ロバート・アルトマンの『ザ・プレイヤー』にも比肩する出来栄えになっている。」と絶賛している。『バラエティ』のピーター・デブルージは「『ザ・ルーム』を見たことがある人でも、見たことがない人でも面白いと思える作品だ。」と述べている。

### 当事者による評価
本作を鑑賞したトミー・ウィゾーはフットボールのシーンの扱い方にこそ不満を漏らしたが、「99点の出来映えだ」と称賛している。ただ、別の記事ではウィゾーが「99.9％は良い。ただ、冒頭の照明がやや弱かったのが頂けない。」と語ったと報じられている。しかし、マイケル・H・ウェバーに「2017年に公開された作品の中で気に入った作品は何ですか」と訊かれたウィゾーは、本作を挙げることなく「『ファンタスティック・フォー』だ。数年前に公開された作品であっても、今年のベストなんだ。」と答えたのだという。

## 余談
- 2017年11月、本作のプロモーションの一環として、A24は『ザ・ルーム』のワンシーンを公衆の面前で演じた映像を募集し、その中でも特に自由奔放な演技を披露した人にトミー賞（演劇界最高の賞であるトニー賞に引っかけている）を授与すると発表した[40][41]。15日には同社が配給した『フロリダ・プロジェクト 真夏の魔法』に出演した子役が有名な「Oh, hi Mark!」のシーンを演じる映像が公開された[42]。
- 2018年1月7日、予告された通り[43]、ジェームズ・フランコはウィソーを連れて第75回ゴールデングローブ賞の授賞式に出席した。そして、主演男優賞 (ミュージカル・コメディ部門)を受賞した。受賞スピーチの際に、フランコはウィゾーを壇上に呼び寄せた。ところが、ウィゾーは壇上に上がった勢いで自らスピーチしようとしたため、それをフランコが制止するという一幕があった[44][45]。ウィゾーには一風変わったスピーチをする意図はなく、ただ「もしも多くの人々が互いを愛するなら、世界はもっと住み良い場所になるでしょう」とだけ語るつもりだったのだという[46]。スピーチ終了後にバックステージに向かったウィゾーは、そこにいたヴィオラ・デイヴィスとオクタヴィア・スペンサーをオプラ・ウィンフリーと勘違いして話しかけてしまった[47]。なお、ウィゾーはその後しばらくしてウィンフリー本人に会うことができたのだという[48]。また、フランコのスピーチ中、ヒュー・ジャックマンが当惑した表情をしていたことがネット上の注目を集めた[49]。
- 2018年5月14日、シアトル発アンカレッジ行きの航空機の機内で本作が上映された際、フランコが全裸になるシーンに触発された男性が機内を全裸で走り回るという事件が発生した。男性は乗り合わせていた乗客によって取り押さえられた[50][51]。